# Charlotte Independence
Charlotte Independence, é um clube de futebol da cidade de Charlotte, Carolina do Norte. Disputa autalmente a United Soccer League.

## História
A equipe foi fundada em 2014 para substituir o Charlotte Eagles, que se transferiu para a Premier Development League (PDL).
O nome Independence é uma alusão a Declaração de Independência de Mecklenburg, considerada por muitos como a primeira declaração de independência das treze colônias.
Seu primeiro jogo oficial foi contra o Charleston Battery no dia 28 de março de 2015, partida que acabou derrotada por 3x2

## Estatísticas

### Participações
|  | Participações em 2017 |

| Competição     | Competição               | Temporadas | Melhor campanha         | Estreia | Última | P | R |
| Estados Unidos | Lamar Hunt U.S. Open Cup | 3          | Oitavas de Final (2015) | 2015    | 2017   |   | – |